# Rugby en los Juegos del Pacífico Sur 1969
El Rugby en los Juegos del Pacífico Sur 1969 se disputó en agosto de 1969 en Port Moresby, participaron 5 selecciones de Oceania.

## Participantes
- Fiyi
- Nueva Caledonia
- Papúa Nueva Guinea
- Islas Salomón
- Wallis y Futuna

## Final por la medalla de oro
| 23 de agosto de 1969 | Fiyi | 88 - 3 | Papúa Nueva Guinea |  |  |

## Medallero
| Pos | Equipo             |
| --- | ------------------ |
|     | Fiyi               |
|     | Papúa Nueva Guinea |
|     | Islas Salomón      |